# جیم پپلینسکی
جیم پپلینسکی (انگلیسی: Jim Peplinski؛ زادهٔ ۲۴ اکتبر ۱۹۶۰) بازیکن هاکی روی یخ اهل کانادا است.
وی همچنین برندهٔ جوایزی همچون جام استنلی شده‌است.
از باشگاه‌هایی که در آن بازی کرده‌است می‌توان به کلگری فلیمس اشاره کرد.